# Kajetan Żmigrodzki
Kajetan Żmigrodzki (ur. 1788, zm. w listopadzie 1854 we Lwowie) – polski ksiądz rzymskokatolicki, profesor teologii, rektor Uniwersytetu Lwowskiego (1852–1853).
Został w 1816 profesorem teologii pastoralnej będąc równocześnie kanclerzem łacińskiego metropolitalnego konsystorza i egzaminatorem księży trzech obrządków. W 1830 na jego życzenie cesarz Franciszek II zwolnił go z obowiązków wykładowcy pozostawiając na stanowisku dyrektora studiów gimnazjalnych do 1837 Od lutego 1846 do 30 marca 1849 pełnił funkcję administratora sede vacante po śmierci biskupa Franciszka de Paula Pisztka i nominacji Wacława Wilhelma Wacławiczka, który ostatecznie nie przyjął sakry biskupiej. Ponownie został administratorem Sede vacante archidiecezji lwowskiej po śmierci biskupa Łukasza Baranieckiego od 1 lipca 1858 do 6 grudnia 1860.